# بطولة العالم للفرق الثنائية (دبليو دبليو إي)
كانت بطولة العالم العلامة للفرق الأصلي العالمي لمصارعة المحترفين العلامة بطولة فريق المتنازع عليها في المصارعة العالمية للترفيه. وكانت بمثابة عنوان الممتاز للفرق العلامة في WWE من عام 1971 حتى عام 2002 عندما تأسست في الثانية فريق بطاقة دبليو دبليو إي بطولة.